# Lutjelollum
Lutjelollum (Fries: Lytselollum) is een buurtschap in de gemeente Waadhoeke, in de Nederlandse provincie Friesland. De plaats ligt tussen Franeker en Tzum aan de weg Lutje Lollum, de parallelweg van de N384 binnen het stadsgebied van Franeker.
De buurtschap kreeg enige bekendheid door het televisieprogramma Man bijt hond, dat in 2005-2006 van Lutjelollum naar Limmel trok "om te kijken wat mensen aan het doen zijn".
In 2013 telde de buurtschap zo'n 30 inwoners. In 2024 waren dit 35, verdeeld over twaalf adressen.

## Geschiedenis
De buurtschap is ontstaan op twee terpen uit de late ijzertijd, opgeworpen heuvels op een kwelderwal. De terpen werden later voor een groot gedeelte afgegraven en geëgaliseerd waarbij werd veel materiaal uit verschillende periodes gevonden, zoals botmateriaal, aardewerk en metaal. De grote, hoofdterp is waarschijnlijk sinds de opwerping continu bewoond geweest, terwijl de kleine (huis)terp waarschijnlijk na de 14e eeuw niet meer bewoond is geweest.
De plaats werd onder andere vermeld als Lollegum in 1411 vermeld, als Lollinghum in 1417, als Lollum in 1511, als Lutke Lollum in 1664 en als Lutjelollum in 1899. De naam verwijst naar de woonplaats (heem/um) van de persoon Lolle. Ter onderscheiding van het iets zuidelijker gelegen Lollum werd de duiding Lutke/Lutje (klein) toegevoegd aan de naam ter onderscheiding van het grotere Lollum.

## Roordaburg
Ten noorden van Lutjelollum, aan de zuidkant van de Franekervaart heeft Roordaburg gestaan. Deze stins op grondgebied van Franeker werd voor het eerste genoemd in de 16e eeuw en was na de reformatie tevens in gebruik als schuilkerk voor de rooms-katholieken uit de streek. In 1765 werd het huis gesloopt.

## Neerstorten van straaljager
Lutjelollum kwam 21 november 1960 in het nieuws vanwege het neerstorten van een F-84F-straaljager op een boerderij in de buurtschap. Hierbij kwamen zowel de piloot als het boerengezin van zes personen om het leven.

## Rijksmonumenten
De buurtschap telt een tweetal rijksmonumenten. Het gaat om een tweetal kop-hals-rompboerderijen. Beide boerderijen, aan de Lutje Lollum 1 en 2 werden in 1967 aangewezen als een rijksmonument.
Steden, dorpen en gehuchten: Achlum · Baijum · Beetgum · Beetgumermolen · Berlikum · Blessum · Boer · Boksum · Deinum · Dongjum · Dronrijp · Engelum · Firdgum · Franeker · Herbaijum · Hitzum · Klooster-Lidlum · Marssum · Menaldum · Minnertsga · Nij Altoenae · Oosterbierum · Oude Leije (klein deel) · Oudebildtzijl · Peins · Pietersbierum · Ried · Ritsumazijl · Schalsum · Schingen · Sexbierum · Sint Annaparochie · Sint Jacobiparochie · Slappeterp · Spannum · Tzum · Tzummarum · Vrouwenparochie · Welsrijp · Westhoek · Wier · Winsum · Zweins

Buurtschappen: Arkens · Bonkwerd · De Vlaren · Dijkshoek · Doijum · Fatum · Hatsum · Het Hooghout · Kie · Kiesterzijl · Kingmatille · Klooster Anjum · Koehool · Laakwerd · Lutjelollum · Miedum · Nieuwebildtzijl · Oosterend · Oosthoek · Rewerd (deels) · Roptazijl (deels) · Salverd · Schildum · Sopsum · Stad Niks · Tolsum · Tritzum · Tjeppenboer · Vrouwbuurtstermolen (deels) ·  Weakens · Westerend · Zwarte Haan

Voormalige buurtschappen:Barrum · De Kampen · De Poelen · Dijksterhuizen · Franjumerburen · Holprijp · Koum · Langwerd · Teetlum · Memerd · War 

Friesland: Steden en dorpen      Nederland: Provincies · Gemeenten